# Campamento de Beddawi
El campamento de Beddawi es un campamento de refugiados palestinos ubicado al norte del Líbano. Se encuentra sobre una colina a 120 metros por encima del nivel de mar, a unos 5 kilómetros al norte de la ciudad de Trípoli. Según los datos de UNRWA, en el campamento viven 16.500 refugiados registrados, a los que hay que sumar un número indeterminado de habitantes sin registrar.

## Historia
El objetivo inicial de los campamentos de UNRWA fue el de dar cobijo a cientos de miles de refugiados palestinos que habían huido o habían sido expulsados de sus tierras por el avance de las tropas israelíes durante la guerra árabe-israelí de 1948, en lo que el mundo árabe ha dado en llamar la Nakba. El campamento de Beddawi se creó en 1955 para realojar a los refugiados palestinos ya existentes en el Líbano. 
Durante la guerra civil libanesa, que tuvo lugar entre 1975 y 1990, el cercano campamento de Nahr el-Bared fue escenario de duros combates entre las fuerzas armadas libanesas y un grupo de milicianos radicales llamado Fatah Al-Islam, lo que desencadenó la huida en masa de sus 27.000 refugiados palestinos. Como consecuencia, la población del campamento de Beddawi pasó de 15.000 a 30.000 habitantes de la noche a la mañana. A mediados del año 2009, unos 10.000 desplazados internos todavía vivían en el campamento de Beddawi o en sus alrededores. UNRWA ha construido escuelas prefabricadas y ha expandido la capacidad del centro sanitario de Beddawi para dar cobertura a estos nuevos refugiados.
Tras el estallido de la guerra civil siria en 2011, el campamiento volvió a acoger a una nueva oleada de refugiados palestinos que habían tenido que huir una vez más de sus hogares, esta vez en campamentos de refugiados ubicados en la propia Siria. Un total de 1.330 familias palestinas habían llegado desde Siria a mediados de 2013.

## Instalaciones
El campamento tiene dos accesos, uno por el sur desde la región de Al-Qobi y otro por el norte desde la ciudad de Beddawi. Creado en 1955, se extiende sobre una superficie de un kilómetro cuadrado. Todos los refugios del campamento tienen agua corriente y acceso a la red de alcantarillado, que ha sido renovada recientemente. UNRWA gestiona siete escuelas en el campamento, una de las cuales es de enseñanza secundaria. Además, hay un centro médico y una guardería de esta misma organización.

## Sectores
El campamento está dividido en cuatro sectores:

### Sector A
En el sector A viven el 30% de los habitantes del campamento. La mayoría de ellos son originarios de la región de Safad, así como de las localidades de Shefa 'Amr, Nahf, Séforis, Jaffa, Al-Ghabisiyya y Safsaf.

### Sector B
El sector B contiene al 20% de los refugiados. La mayoría de ellos también provienen de la región de Safad, así como de Safsaf, Sohmata, Al-Bireh, Haifa, Al-Bozih, Jahula y Al-Naima.

### Sector C
El sector C está habitado por el 30% de los refugiados. La mayoría de ellos tenían sus hogares en la región de Safad, Al-Bozih, Séforis, la región de Haifa, Jaffa y Khalesah.

### Sector D
El sector D contiene al 20% de los habitantes del campamento y se encuentra a su vez repartido en tres secciones:
- Sección de la OLP: los refugiados de esta sección viven en casas provisionales y son a su vez refugiados del campamento de Tel al-Zaatar, del que huyeron en 1976 tras la masacre de Tel al-Zaatar, mientras que otros provienen del sur de Líbano (Muhajarine).
- Seccón escolar: habitantes de la sección de la OLP para los que UNRWA ha construido casas nuevas que reemplazaron las casas provisionales.
- Edificios de Abu Naem: refugiados que viven en esta zona de manera temporal, dado que estos edificios tienen propietario.

## Otros habitantes
En el campamento de Beddawi viven personas sin documentos de identidad o registro. Llegaron en 1967 provenientes de Cisjordania, la Franja de Gaza, Jordania, Egipto e Irak.